# Ermelinda De Felice
Ermelinda De Felice, född 12 februari 1915 i Rom, död 8 augusti 1981 i Monte Porzio Catone, Lazio, var en italiensk skådespelerska.

## Roller i urval
- 1964 – Apkvinnan
- 1964 – Besöket
- 1966 – Jag, jag, jag och de andra
- 1968 – Serafino
- 1969 – En man, en kvinna, en misstanke
- 1969 – Om det är tisdag - då måste detta vara Belgien
- 1972 – Det kom en vitklädd man
- 1973 – Torso
- 1975 – Mannen som köpte sitt liv
- 1977 – Älskade, dröj hos mig